# الكرس (حرض)

تعديل مصدري - تعديل

الكرس هي إحدى قرى عزلة الشعاب بمديرية حرض التابعة لمحافظة حجة، بلغ تعداد سكانها 250 نسمة حسب تعداد اليمن لعام 2004.